# Alectryonella
Alectryonella is een monotypisch geslacht van tweekleppigen uit de  familie van de Ostreidae.

## Soorten
- Alectryonella plicatula (Gmelin, 1791)